# Песочное (Багратионовский район)
Песочное — посёлок в Багратионовском районе Калининградской области. Входит в состав муниципального образования сельское поселение Гвардейское.

## История
18 августа 1914 года, территория поселка была занята русскими войсками.
В поселке был валун с фамилиями погибших в годы Первой мировой войны жителей, был установлен северо-западнее моста через Вальдекер Мюлен флисс, ныне - река Покосная. Разрушен 2013 году. 
В 1947 году Альтхоф был переименован в Песочное.
На территории поселка находится заброшенная усадьба Заукенхоф.

## Население
| 2002 | 2010 |
| ---- | ---- |
| 68   | ↗74  |

В 1910 году проживало 219 человек.